# 劉苞
劉苞（りゅう ほう、482年 - 511年）は、南朝梁の官僚・文人。字は孝嘗、または孟嘗。本貫は彭城郡彭城県安上里。

## 経歴
斉の太子中庶子の劉愃（劉絵の兄）の子として生まれた。早くに父母とふたりの兄を亡くし、16歳のときに墓所を移して改葬したが、おじたちの援助を受けずにやり遂げたため、感心された。若くして学問を好み、文章を得意とした。司徒法曹行参軍を初任としたが、任に就かなかった。
梁の天監初年、臨川王蕭宏の妃の弟であったため、征虜主簿から臨川王中軍功曹に転じ、尚書庫部侍郎・丹陽尹丞・太子太傅丞・尚書殿中侍郎・南徐州治中を歴任した。公務中の事件のために免官されたが、長らくを経て太子洗馬として再起し、書記を管掌し、寿光殿での講義に侍した。
武帝の即位以来、若い文学の士たちが宮中に召し出され、劉苞と劉孝綽・劉孺・到漑・到洽・到沆・陸倕・張率らは文才で知られ、多くの酒宴に列席し、武帝の賞賜を受けた。天監10年（511年）、死去した。享年は30。友人の劉之遴が葬儀を取りしきり、友人たちがかれの死を惜しんだ。

## 伝記資料
- 『梁書』巻49 列伝第43
- 『南史』巻39 列伝第29